# Ánh sáng của Saratoga
"Ánh sáng của Saratoga" là một huyền thoại tại vùng Big Thicket của Đông Nam Texas. Truyền thuyết về ánh sáng bí ẩn này còn được gọi là "Con đường ma Saratoga", "Ánh sáng Saratoga" và "Bragg Road Ghost Light" theo cư dân địa phương. Nằm trên một con đường đất, nó là một ánh sáng có thể xuất hiện và biến mất một cách ngẫu nhiên trong bóng tối của đêm mà không có lời giải thích.

## Quan sát của nhân chứng
Có những niềm tin khác nhau về ánh sáng ma quái, chẳng hạn như khí đầm lầy và những sự kiện tự nhiên tương tự. Câu chuyện phổ biến nhất xung quanh truyền thuyết này là một nhân viên đường sắt bị đứt đầu trong một tai nạn đường sắt, và ánh sáng là đèn lồng của anh ta khi linh hồn của anh này đang tìm kiếm trong vô tận chiếc đầu của anh ta.
Hai hiện tượng tương tự là ánh sáng Paulding ở bán đảo Thượng Michigan ngay phía bắc của Watersmeet và ánh sáng Maco ở đông nam North Carolina. Thật trùng hợp, câu chuyện tương tự của một nhân viên đường sắt không đầu cũng được cung cấp như là lời giải thích cho những ánh sáng bí ẩn này.

## Thư viện ảnh

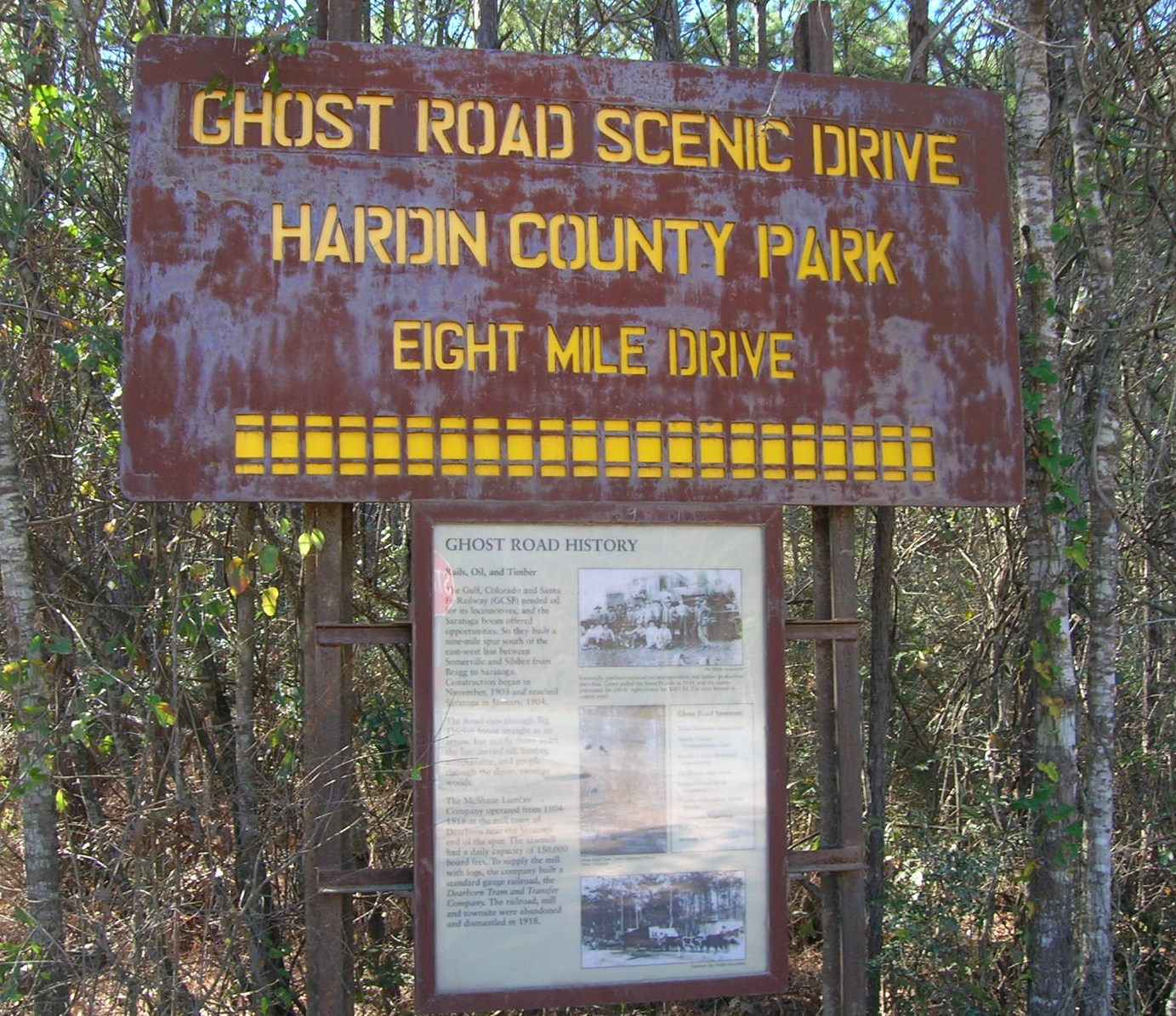
Lối vào của "Con đường Ma" tại quận Hardin, TX
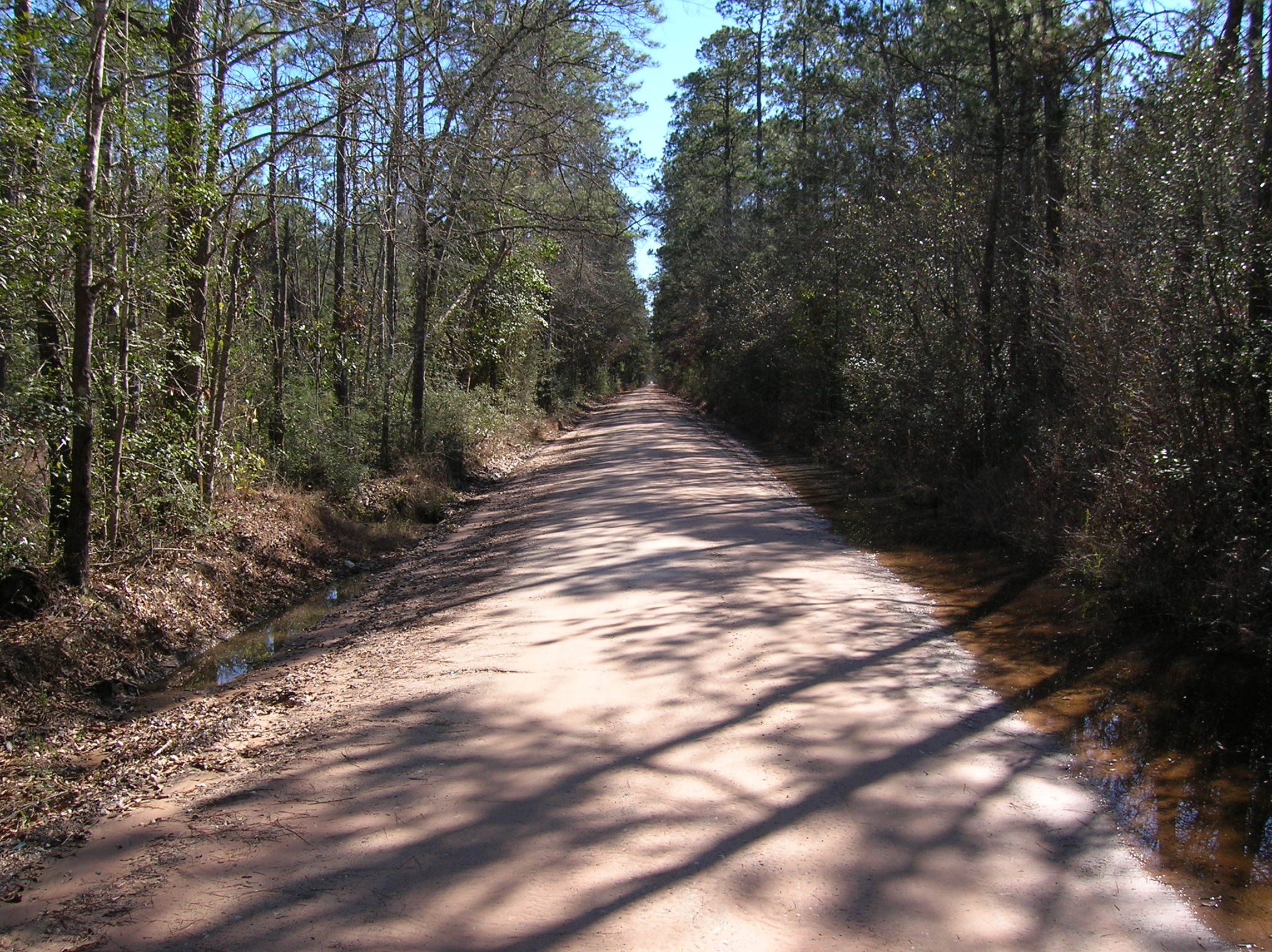
Đường Bragg của quận Hardin, Texas (nhìn về phía nam)
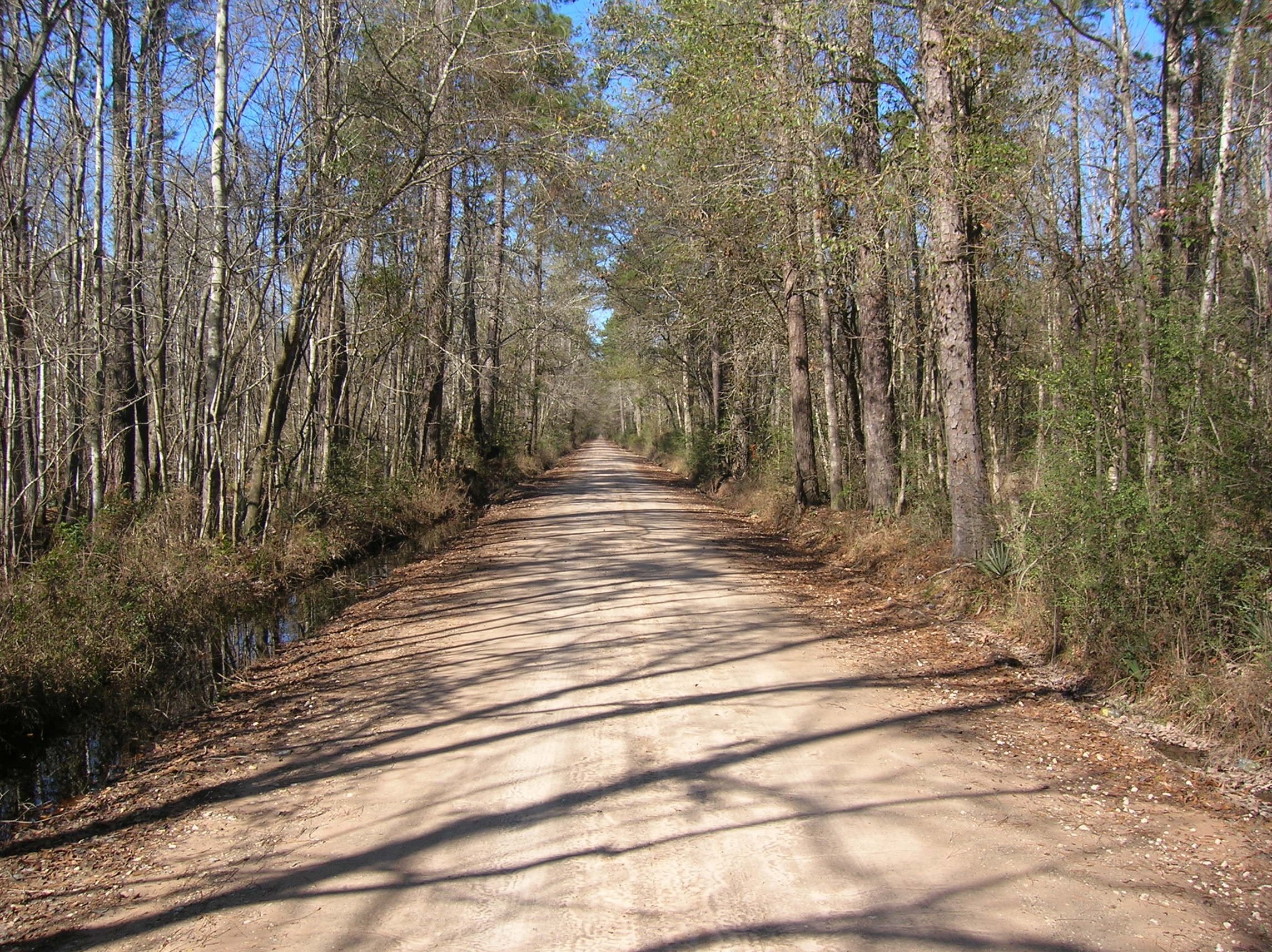
Đường Bragg của quận Hardin, Texas (nhìn về phía bắc)
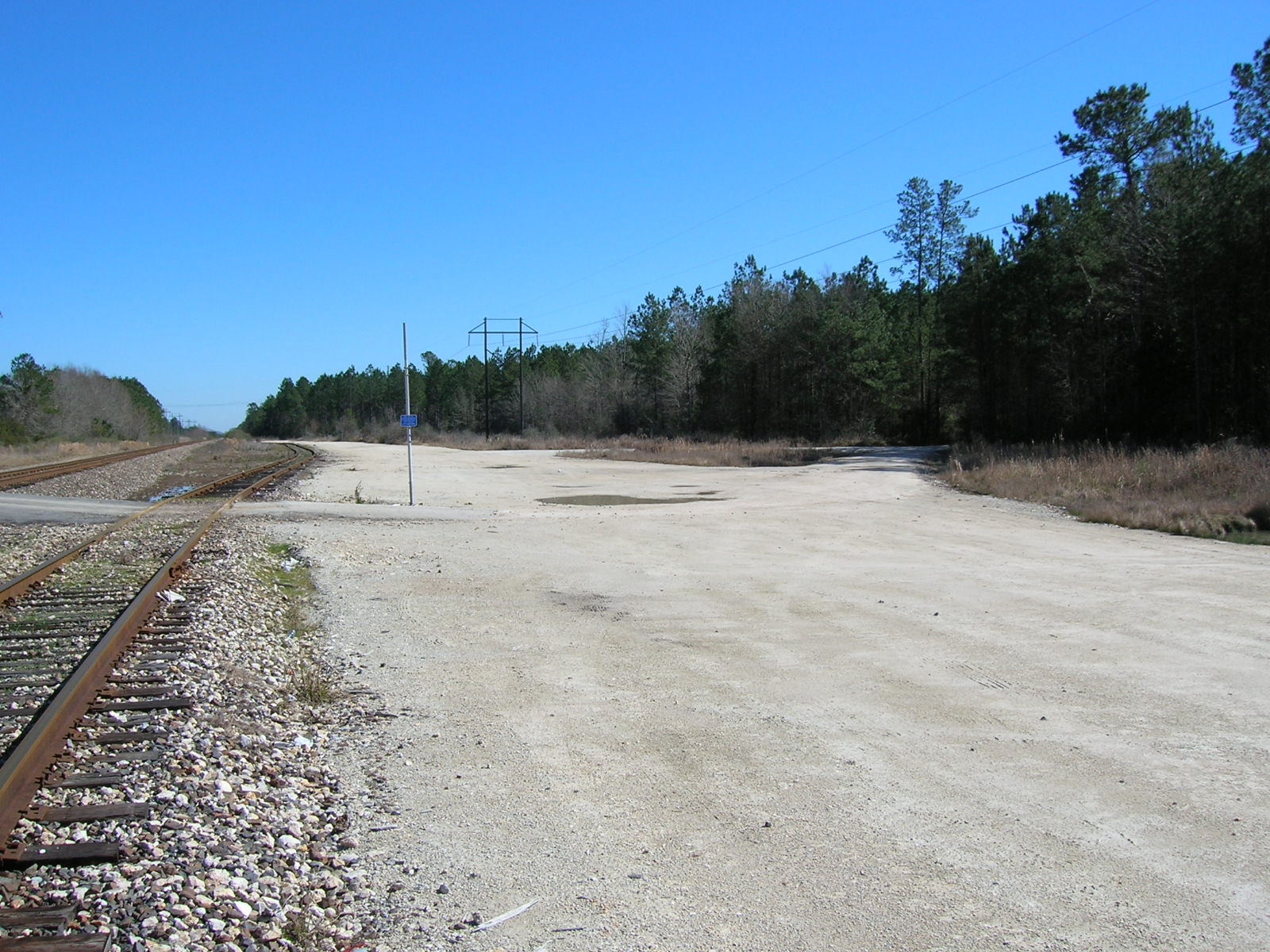
Bragg Station, Texas, nơi đường sắt GCSF được sử dụng để chạy về phía nam đến Saratoga.

## Thị trấn xuất hiện
- Kountze, Texas
- Bragg, Texas (thị trấn ma)